# زبان اوجیبوی
زبان اوجیبوِی، اوجیبوه، یا اوتچیپوه، یک زبان بومی آمریکای شمالی از خانواده زبان‌های آلگانکی است. این زبان دارای مجموعه‌ای از گویش‌ها با نام‌های محلی و سامانه‌های نوشتاری محلی است. هیچ گویش معیار و سامانه نوشتاری واحدی از این زبان وجود ندارد که همه گویش‌ها را پوشش دهد.

## متن نمونه
متن زیر چهار خط نخست داستان Niizh Ikwewag (دو زن) به گویش جنوب غربی اوجیبوی است.
1. Aabiding gii-ayaawag niizh ikwewag: mindimooyenh, odaanisan bezhig.
2. Iwidi Chi-achaabaaning akeyaa gii-onjibaawag.
3. Inashke naa mewinzha gii-aawan, mii eta go imaa sa wiigiwaaming gaa-taawaad igo.
4. Mii dash iwapii, aabiding igo gii-awi-bagida'waawaad, giigoonyan wii-amwaawaad.

### ترجمه
1. روزی دو زن بودند؛ یک زن پیر و یکی از دخترانش.
2. آن‌ها اهل پیرامون اینگر بودند.
3. آن‌ها در یک ویگ‌وام (کپر سرخپوستان) زندگی می‌کردند.
4. روزی آن‌ها برای خوردن ماهی به ماهیگیری رفتند.